# Best Sellers by Rick Nelson
| Recensione | Giudizio |
| ---------- | -------- |
| AllMusic   | [ 1 ]    |

Best Sellers by Rick Nelson è una raccolta di Rick Nelson, pubblicato dall'etichetta discografica Imperial Records nel marzo del 1963.

## Tracce
Lato A
1. Be-Bop Baby – 2:00 (Pearl Lendhurst) – Tratto dall'album: Ricky (1957)
2. Have I Told You Lately That I Love You? – 1:56 (Slim Wiseman) – Tratto dall'album: Ricky (1957)
3. Waitin' in School – 2:00 (Johnny Burnette, Dorsey Burnette) – Pubblicato solo come singolo, su Imperial Records: 45-IM.5483; IM-1452 (Side B)
4. Stood Up – 1:57 (Dub Dickerson, Erma Herrold) – Pubblicato solo come singolo, su Imperial Records: 45-IM.5483; IM-1451 (Side A)
5. Believe What You Say – 2:04 (Johnny Burnette, Dorsey Burnette) – Tratto dall'album: Ricky Sings Again (1959)
6. That's All – 2:01 (Alan Brandt, Bob Haymes) – Tratto dall'album: Songs by Ricky (1959)

Lato B
1. Poor Little Fool – 2:29 (Sharon Sheeley) – Tratto dall'album: Ricky Nelson (1958)
2. Lonesome Town – 2:17 (Baker Knight) – Tratto dall'album: Ricky Sings Again (1959)
3. I'm in Love Again – 2:19 (Antoine Domino, Dave Bartholomew) – Tratto dall'album: Ricky Nelson (1958)
4. Teenage Doll – 1:36 (Pearl Lendhurst, George Lendhurst) – Tratto dall'album: Ricky (1957)
5. Baby I'm Sorry – 2:15 (Kenneth Scott) – Tratto dall'album: Ricky (1957)
6. Just a Little Too Much – 2:10 (Johnny Burnette) – Tratto dall'album: Songs by Ricky (1959)

## Musicisti
Be-Bop Baby / Have I Told You Lately That I Love You?
- Ricky Nelson - voce
- Howard Roberts - chitarra
- Bob Bain - chitarra
- Roger Renner - pianoforte
- Ray Siegel - basso
- Earl Palmer - batteria
- Jimmie Haskell e Ozzie Nelson - produttori
- Registrati il 16 agosto 1957 al Master Recorders di Hollywood, California

Waitin' in School / Stood Up
- Ricky Nelson - voce
- Joe Maphis - chitarra
- James Burton - chitarra
- Don Ferris - pianoforte
- James Kirkland - basso
- Richie Frost - batteria
- Sconosciuti - cori (brano: Stood Up, registrato in seguito in sovraincisione)
- Registrati il 18 novembre 1957 al Master Recorders di Hollywood, California

Believe What You Say
- Ricky Nelson - voce, chitarra ritmica
- James Burton - chitarra
- Gene Garff - pianoforte
- James Kirkland - basso
- Richie Frost - batteria
- Sconosciuti - cori (Registrato in seguito in sovraincisione)
- Registrato il 17 febbraio 1958 al Master Recorders di Hollywood, California

That's All
- Ricky Nelson - voce, chitarra
- James Burton - chitarra
- Gene Garff - pianoforte
- James Kirkland - basso
- Richie Frost - batteria
- The Jordanaires - cori (Registrato in seguito in sovraincisione)
- Registrato il 9-10 giugno 1959 al Master Recorders di Hollywood, California

Poor Little Fool
- Ricky Nelson - voce, chitarra ritmica
- James Burton - chitarra
- Gene Garff - pianoforte
- James Kirkland / George De Nauth - basso
- Richie Frost - batteria
- The Jordanaires - cori (Registrato in sovraincisione il 28 aprile 1958)
- Registrato il 17 aprile 1958 al Master Recorders di Hollywood, California

Lonesome Town
- Ricky Nelson - voce
- Neal Matthews, Jr. - chitarra
- James Burton - chitarra
- Gene Garff - pianoforte
- James Kirkland / George De Nauth - basso
- Richie Frost - batteria
- The Jordanaires - cori (Registrato in seguito in sovraincisione)
- Registrato il 21 agosto 1958 al Master Recorders di Hollywood, California

I'm in Love Again
- Ricky Nelson - voce, chitarra ritmica
- James Burton - chitarra
- Gene Garff - pianoforte
- James Kirkland / George De Nauth - basso
- Richie Frost - batteria
- The Jordanaires - cori (Registrato in seguito in sovraincisione)
- Registrato il 21 aprile 1958 al Master Recorders di Hollywood, California

Teenage Doll
- Ricky Nelson - voce
- Joe Maphis - chitarra
- Howard Roberts - chitarra
- Roger Renner - pianoforte
- George De Nauth - basso
- Earl Palmer - batteria
- Registrato il 3 ottobre 1957 al Master Recorders di Hollywood, California

Baby I'm Sorry
- Ricky Nelson - voce
- Joe Maphis - chitarra
- Howard Roberts - chitarra
- Roger Renner - pianoforte
- George De Nauth - basso
- Earl Palmer - batteria
- Registrato il 24 settembre 1957 al Master Recorders di Hollywood, California

Just a Little Too Much
- Ricky Nelson - voce, chitarra ritmica
- James Burton - chitarra
- Gene Garff - pianoforte
- James Kirkland - basso
- Richie Frost - batteria
- The Jordanaires - cori (Registrato il 19 maggio 1959 in sovraincisione)
- Registrato l'11 maggio 1959 al Master Recorders di Hollywood, California[3]